# Juan José Mantecón
Juan José Mantecón Molins (Vigo, 29 juillet 1895 – Madrid, 24 mars 1964) est un compositeur et critique musical espagnol. 

## Biographie
Il naît à Vigo, mais sa famille s'installe à Madrid, où il fait des études de droit. En 1912 il est fonctionnaire du ministère de l'éducation et parallèlement écrit et publie dans la presse dès 1917. Entre 1920 et 1934 il est critique musical pour La Voz sous le pseudonyme de Juan del Brezo. Dans les années 1930 il obtient un diplôme de Philosophie et enseigne ensuite au lycée. En 1941 et 1943 il donne des entretiens sur la musique à la radio (sur Radio Madrid et Radio Nacional).
Il est un membre de la Génération de 27 et l'un des derniers du Groupe des Huit, qui comprenait les compositeurs Jesús Bal y Gay, Ernesto Halffter (et son frère Rodolfo), Julián Bautista, Fernando Remacha, Rosa García Ascot, Salvador Bacarisse et Gustavo Pittaluga.
La Collection Juan José Mantecón, constituée d'un fonds de documents (partitions, correspondance, coupures de presse), est conservée à la fondation Juan March.

## Écrits
- Introducción al estudio de la música, Editora Nacional, Madrid, 1961, 214  p., 1er éd. 1942 (OCLC 432590598)

## Œuvres
- Cirque pour piano